# Instituto EDP
O Instituto EDP Energias do Brasil é uma instituição sem fins lucrativos e tem como objetivos: promover o diálogo aberto e transparente com todas as partes interessadas, de modo a harmonizar as atividades socioambientais, educativas e culturais da EDP Energias do Brasil S.A. e de suas empresas controladas e coligadas.
A EDP Energias do Brasil aderiu aos princípios do Pacto Global da ONU e suas ações passaram a integrar o Índice de Sustentabilidade Empresarial (ISE) da Bolsa de Valores de São Paulo.

## Projeto Atual
O projeto Dentista do Bem conta com o trabalho voluntário de cirurgiões-dentistas que atendem crianças e adolescentes de baixa renda, proporcionando-lhes tratamento odontológico gratuito até completarem 18 anos. Os pacientes são selecionados segundo o grau de necessidade, por meio de uma triagem feita entre crianças de 5ª a 8ª séries em escolas da rede pública de todo o Brasil. Recebem tratamento prioritário as crianças com problemas bucais mais graves, as mais pobres e as mais próximas do primeiro emprego.
O tratamento, feito no consultório do próprio dentista voluntário, tem caráter curativo, preventivo e educativo. Atualmente, o projeto conta com mais de 4.000 dentistas voluntários espalhados por todo o País - nos 26 Estados e no Distrito Federal. Para garantir seu bom funcionamento, o programa tem uma Central de Atendimento para possibilitar a comunicação entre os envolvidos: a criança, a família, a entidade, o cirurgião-dentista e a equipe técnica.